# Лалета
Лалета је насељено мјесто у граду Горажду, Босна и Херцеговина.

## Становништво
|           | 2013.        | 1991.         | 1981.         | 1971.        |
| Укупно    | 195 (100,0%) | 218 (100,0%)  | 175 (100,0%)  | 80 (100,0%)  |
| Бошњаци   | 195 (100,0%) | 216 (99,08%)1 | 173 (98,86%)1 | 79 (98,75%)1 |
| Остали    | –            | 2 (0,917%)    | 1 (0,571%)    | 1 (1,250%)   |
| Црногорци | –            | –             | 1 (0,571%)    | –            |

1. 1 На пописима од 1971. до 1991. Бошњаци су пописивани углавном као Муслимани.